# Hemmer Alimentos
A Hemmer Alimentos é uma empresa brasileira com sede em Blumenau, em Santa Catarina.
É uma empresa centenária que produz e comercializa diversos alimentos em conserva e molhos. Em 1915, o empreendedor alemão Heinrich Hemmer começou a elaborar e comercializar o chucrute (sauerkraut). A matéria-prima era o repolho, por ele cultivado e o transporte da cidade feito em carroça. Nascia, com a iniciativa, a Companhia Hemmer, uma das mais antigas indústrias do Brasil no ramo de alimentos em conserva e molhos, agora administrada pela quinta geração do fundador e denominada Hemmer Alimentos.
Os produtos mais conhecidos e vendidos da empresa são pepino, mostardas, ketchup, maionese, palmitos, beterrabas, azeitonas e entre outros.

## História

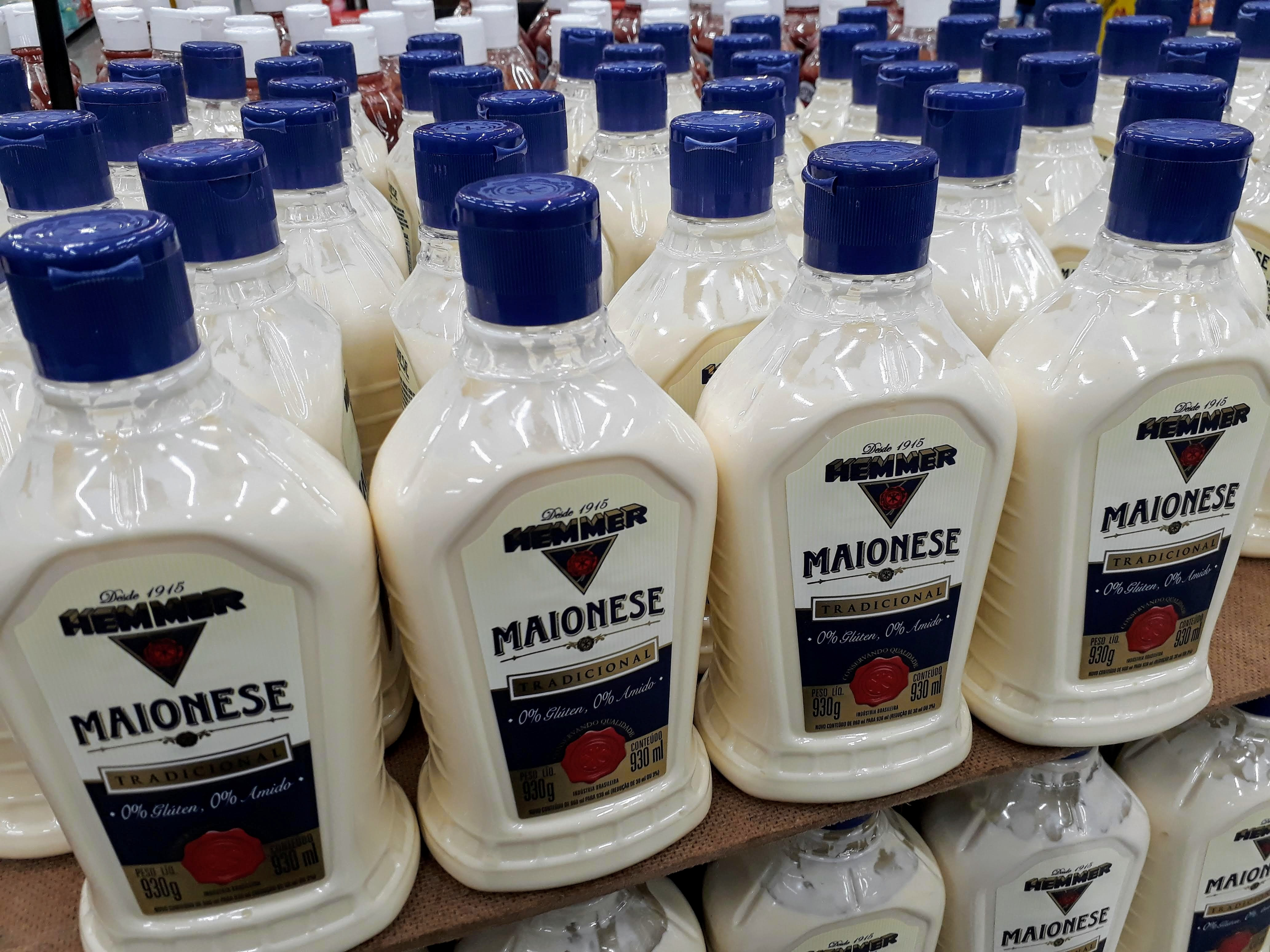
Frascos de maionese da marca Hemmer sendo vendidos em um supermercado no Paraná.

No mix de produtos, além do tradicional chucrute embrião do negócio iniciado pela família há mais de cem anos, do pepino e beterrabas em conserva e da linhas de mostardas e ketchup, a Hemmer buscou parcerias para oferecer novidades ao mercado. Foi assim que trouxe azeites de Portugal e lançou o aceto balsâmico origem italiana. Como resultado, nos últimos anos, o portfólio saltou de 100 para 300 itens. 
A Hemmer se distinguiu também nas mostardas - amarela americana e escura holandesa - devido às fórmulas exclusivas e à utilização de sementes trazidas do Canadá. Um item que faz da Hemmer a maior importadora de sementes de mostardas do país.
Em setembro de 2021, a Kraft Heinz anunciou a compra da empresa, o valor do negócio não foi revelado.